# Уолсолл
Уолсолл (англ. Walsall) — город в Великобритании (метрополитенское графство Уэст-Мидлендс), расположенный к северо-западу от Бирмингема и к востоку от Вулверхэмптона. Исторически (до 1974 года) Уолсолл был частью церемониального графства Стаффордшир.
Старинный центр шорного производства и металлообработки; в городе представлены металлургия, станкостроение, электротехника, производство автодеталей, кожевенная промышленность.
Уолсолл — административный центр метрополитенского района Уолсолл. Согласно переписи 2001 года население города составляло 170 994 человек. Население округа Уолсолл — 253,5 тыс. человек.

## География
Ближайшие к Уолсоллу населённые пункты о́круга — Уилленхолл (англ. Willenhall), Блоксвич (англ. Bloxwich) и Олдридж (англ. Aldridge). Также рядом находится деревня Уолсолл-Вуд, относящаяся к графству Уэст-Мидлендс.

## История
Первые упоминания об Уолсолле (тогда называвшемся Walesho) относятся к 1002 году; предполагается, что название поселения произошло от словосочетания «Walh halh» («Долина говорящих по-кельски»). К началу XIII века Уолсолл был уже небольшим торговым центром. В XIV веке была учреждена должность мэра Уолсолла. В результате индустриальной революции население Уолсолла за 200 лет возросло с 2 тысяч (в XVI веке) до 86 тысяч. 

## Культура
- Дендрарий

Архитектура
- Мечеть Масджид-аль-Фарук
- Церковь Святого Мэтьюса

Музеи
- Дом-музей известного британского писателя Джером Клапка Джерома
- Музей кожи Уолсолла; экспозиция посвящена кожевенному делу
- Художественная галерея

## Спорт
В городе базируется футбольный клуб «Уолсолл», выступающий во Второй Футбольной лиге Англии, четвертом по значимости футбольном турнире Англии.

## Города-побратимы
- Мюлуз, Франция (1953)